# 戰國Strays
《戰國STRAYS》（せんごくストレイズ），日本漫畫家七海慎吾的漫畫作品，於《月刊GANGAN WING》2008年2月號開始連載。後來移至《月刊GANGAN JOKER》5月號（創刊號）上繼續連載。
於2009年2月25日由Frontier Works發售廣播劇CD。

## 故事簡介
某一天，女高中生草薙笠音無意在街上拾取一把奇怪的武士刀，並穿越時空回到日本戰國時代。
在偶然的機會下，她遇上了大名鼎鼎的一代戰國革命家——織田上總介信長！！
為了返回原來屬於自己的時代，她決定要在這個戰國世界為了生存，為了活著回到家人的身邊，她加入了尾張勢力。
緊張刺激的戰國物語由此展開！

## 登場人物
※聲優為廣播劇CD版
草薙笠音(港)／草薙重音(台)（聲：齋藤千和）
穿越时光回到日本戰國時代的女高中生，是劍城高校・女子劍道部所屬的一年級生。
父母双亡，独自带着两个弟弟，不轻易放弃，有着不认输的精神，是一个性格开朗、坚毅不屈的女孩子。
最初從現代回到戰國時代時被今川軍捉住，後來自己逃脫，並遇上織田上總介信長的家臣。
现在纳于織田门下，为了返回现代而努力奋斗。
草薙正宗（くさなぎ まさむね，聲：相田さやか）
重音的長弟，運動型。
草薙虎徹（くさなぎ こてつ），聲：喜多村英梨）
重音的次弟，讀書型。

### 尾張国

#### 織田弾正忠家
織田上總介信長（おだ かずさのすけ のぶなが，聲：鳥海浩輔）
那古野城城主。19歳。目標為統一尾張國的年輕君主。飼養了一隻名為「天狼」的鷹。
擁有桀骜不驯且果断的性格，让周围的人对他非常敬畏，但同时亦因为有视臣下如亲人的一面而受人爱戴。
使用武器為武士刀和火繩槍。
丹羽五郎左衛門長秀（にわ ごろうざえもん ながひで，聲：立花慎之介）
通称「五郎左」。18歳。「三傻」(三笨蛋)的一员。有著一把長長的棕色頭髮。自幼便一直侍奉信長，是信長身边的家臣。善于变通的优等生。爱好是烹饪，外表和举止看起来非常像女生，谁第一次见到他都会误认为是他是女生。
使用武器為相當於身高的大太刀「あざ丸」(痣丸)。
佐佐内蔵助成政（さっさ くらのすけ なりまさ，聲：神谷浩史）
通称「内蔵助」。17歳。「三傻」(三笨蛋)的一员。有著一頭銀色短髮。本性虽然不坏，但重面子、嘴硬，所以不是有很多朋友，常常与笠音产生摩擦。
使用武器為雙持手槍，還有一把専用的改造槍「ささら」(讚良)，扳機經過改造後能變形。
前田又左衛門利家（まえだ またざえもん としいえ，聲：小野大輔）
通称「犬千代」。16歳。「三傻」(三笨蛋)的一员。性格單純，食量很大，是一名用枪好手。
使用武器為超過身高長度的長槍。
池田勝三郎恒興（いけだ かつさぶろう つねおき）
通称「勝三郎」。信長的家臣。大約17歳，但外表十分成熟，看起來比實際年齡年長十歲。
母親是信長的乳娘，與信長是乳兄弟。主要担当谍报行动，是一位对职务尽忠职守，沉默寡言的青年。
藤吉郎（とうきちろう，聲：遊佐浩二）
即後來的豐臣秀吉。17歳。被信長叫做「猴子」。信長的情報員，自稱是武器商人。
經常背著一個大行李箱，裡面裝著五花八門的武器。武術較弱，曾經使用分銅鎖去擊退敵人。
很喜歡女孩子。
織田勘十郎信行（おだ かんじゅうろう のぶゆき，聲：宮野真守）
通称「勘十郎」。17歳。信長的弟弟，末森城城主。性格温柔善良且循规蹈矩，十分仰慕哥哥信長。
濃姫（のうひめ）
信長的正室，18歲。美濃國主・齋藤道三之女，為穩定美濃國與尾張國而政治聯姻，但與信長關係如同盟友，常稱呼其為「上總介大人」。
武藝高強，但出於先天心臟不好、身體孱弱，因此向周圍的人隱瞞，並留在寺院療養。
河尻与兵衛秀隆（かわじり よへえ ひでたか，聲：内田夕夜）
毛利新助（もうり しんすけ，聲：柿原徹也）
服部小平太（はっとり こへいた，聲：鈴木達央）
森三左衛門可成（もり さんざえもん よしなり）
滝川一益（たきがわ かずます）
佐久間信盛（さくま のぶもり）
林佐渡守秀貞（はやし さどのかみ ひでさだ）
柴田権六勝家（しばた ごんろく かついえ）

#### 織田大和守家
織田大和守信友（おだ やまとのかみ のぶとも）
尾張國守護代，清洲城城主，不滿信長獨稱國主而和其敵對，為尾張國內最大反抗勢力。

#### 織田伊勢守家
織田伊勢守信安（おだ いせのかみ のぶやす）
尾張國守護代，岩倉城城主，與信友、齋藤義龍等人結盟和信長抗衡。

## 相關商品

### 單行本
- 七海慎吾 『戦國STRAYS』 史克威爾艾尼克斯〈月刊GANGAN WING、月刊GANGAN JOKER〉、11卷（截至2013年）
  1. 2008年5月27日初版發行（2008年4月26日發售）、ISBN 978-4-7575-2271-8
  2. 2008年10月27日初版發行（2008年9月27日發售）、ISBN 978-4-7575-2389-0
  3. 2009年2月27日初版發行（2009年1月27日發售）、ISBN 978-4-7575-2480-4
  4. 2009年7月22日初版發行（2009年6月22日發售）、ISBN 978-4-7575-2593-1
  5. 2009年11月21日初版發行（同日發售）、ISBN 978-4-7575-2726-3
  6. 2010年4月22日初版發行（同日發售）、ISBN 978-4-7575-2849-9
  7. 2010年10月22日初版發行（同日發售）、ISBN 978-4-7575-2997-7
  8. 2011年5月21日初版發行（同日發售）、ISBN 978-4-7575-3236-6
  9. 2011年10月22日初版發行（同日發售）、ISBN 978-4-7575-3394-3
  10. 2012年4月21日初版發行（同日發售）、ISBN 978-4-7575-3528-2
  11. 2012年10月22日初版發行（同日發售）、ISBN 978-4-7575-3755-2

### Guidebook
- 中村美奈子編著 『戦國STRAYS 公式読本』史克威爾艾尼克斯、2010年、ISBN 978-4-7575-2961-8。

## 關連作品
- 戰國IXA - 登場武將：「草薙かさね」「織田信長」「丹羽長秀」「佐佐成政」「前田利家」「池田恒興」「濃姬」「齋藤道三」。

## 外部連結
- 《戰國STRAYS》與月刊GANGAN JOKER上的公式網站 （页面存档备份，存于）
- 《戰國STRAYS》網上漫畫試閱